# Combeaufontaine
Combeaufontaine é uma comuna francesa na região administrativa de Borgonha-Franco-Condado, no departamento de Alto Sona. Estende-se por uma área de 12,19 km². Em 2010 a comuna tinha 588 habitantes (densidade: 48,2 hab./km²).